# Гай Папирий Карбон (претор 62 года до н. э.)
Гай Папи́рий Карбо́н (лат. Gaius Papirius Carbо; умер после 59 года до н. э.) — римский политический деятель из плебейского рода Папириев, народный трибун около 67 года до н. э. и претор в 62 году до н. э.

## Биография
Гай Папирий принадлежал к плебейскому роду Папириев Карбонов, и его отец носил тот же преномен. Первый известный истории Папирий Карбон достиг претуры в 168 году до н. э. и стал отцом двух сыновей: Гая (первого в истории рода консула, занимавшего эту должность в 120 году до н. э.) и Гнея, консула 113 года до н. э. У каждого из этих двоих было по сыну Гаю, прошедшему карьеру до претуры, один из которых и был отцом претора 62 года до н. э.: либо сын Гая, носивший прозвище Арвина (Arvina) и погибший в 82 году до н. э., либо сын Гая, погибший в 80 году. Соответственно самый видный представитель этой семьи, Гней Папирий Карбон, вождь марианской «партии» и трёхкратный консул, приходился Гаю-младшему либо родным, либо двоюродным дядей. Мать Гая звали Рубрия, и происходила она, по-видимому, из неименитой семьи.
Преномен Гая Папирия антиковеды установили благодаря надписям на монетах, отчеканенных в Вифинии. Валерий Максим называет этого нобиля Гнеем, но это явная ошибка. Около 67 года до н. э. Карбон занимал должность народного трибуна. В этом качестве он привлёк к суду Марка Аврелия Котту, консула 74 года до н. э., по обвинению в злоупотреблении властью в Гераклее Понтийской и присвоении добычи во время Третьей Митридатовой войны. Дион Кассий в связи с событиями этого года сообщает о трёх судебных процессах, в которых Карбон и Котта попеременно выступали в ролях обвинителя и обвиняемого. Согласно Мемнону, основным обвинителем в суде над Марком Аврелием был житель Гераклеи Фрасимед, в то время как Карбон действовал на заднем плане, но в историографии предполагается, что именно народный трибун произнёс основную обвинительную речь, за что получил вознаграждение от гераклеотов. В конце концов, Марк Аврелий был осуждён.
В 62 году до н. э. Гай Папирий был претором. В дальнейшем до 59 года до н. э. он управлял провинцией Вифиния и Понт с полномочиями пропретора; монеты с его именем чеканились в городах Амис, Никея, Никомедия, Апамея. Во время наместничества он оказался замешан в злоупотреблениях, и этим воспользовался сын Марка Аврелия Котты, тоже Марк. Этот юноша инициировал судебный процесс против Гая Папирия в тот самый день, когда надел мужскую тогу, и добился обвинительного приговора.
Марк Туллий Цицерон в одном из писем назвал Гая Папирия своим другом. Это письмо датировано октябрём 46 года до н. э., и неясно, был ли тогда Карбон ещё жив.

## Потомки
У Гая Папирия был сын того же имени, занимавший должность квестора в период до 30 года до н. э.